# Jean-Marie Londeix
Jean-Marie Londeix (* 20. September 1932 in Libourne, Frankreich; † 3. März 2025) war ein französischer Saxophonist. Londeix gehörte zu den wichtigsten Vertretern des klassischen Saxophons.

## Biographie
Jean-Marie Londeix wurde 1932 in der Stadt Libourne im Südwesten Frankreichs geboren. Bereits in jungen Jahren erhielt er eine umfassende musikalische Ausbildung, die neben dem Saxophon auch Instrumentalunterricht am Klavier und der Violine umfasste. 1951 bis 1953 studierte er in der Klasse von Marcel Mule am renommierten Pariser Konservatorium, welches er als erster Saxophonist überhaupt mit der höchsten Auszeichnung abschloss, dem Prix d’Honneur.
Nachdem er 18 Jahre am Konservatorium von Dijon Saxophon gelehrt hatte, wechselte er an das Nationale Konservatorium von Bordeaux und zog sich 2001 zurück.
Während seiner langen Lehrtätigkeit bildete er viele bekannte Saxophonisten aus, u. a. Richard Dirlam, Perry Rask, Russell Peterson, Ryō Noda, Nelly Pouget, James Umble, Ross Ingstrup und Nikola Lutz. Weit über 250 Uraufführungen von für ihn komponierten Saxophonstücken führte er auf und spielte er ein.

## Lehrwerke (Auswahl)
- A comprehensive guide to the saxophon repertoire; 1844–2003. Roncorp Publ., Cherry Hill, N.J. 2003, ISBN 0-939103-07-9.
- Eine (andere) Methode um Saxophon zu studieren. Chili Notes Musikverlag, Frankfurt/M. 2000 (Ardesa Spezial; Bd. 2).
- 125 ans de musique pour saxophone. Répertoire général des œuvres et des ouvrages d'enseignement pour le saxophone. Leduc, Paris 1971.